# Ololygon perpusilla
Ololygon perpusilla é uma espécie de anfíbio da família Hylidae. Endêmica do Brasil, onde pode ser encontrada nos estados do Rio de Janeiro e São Paulo.